# Тиргу-Фрумос
Тиргу-Фрумос (рум. Târgu Frumos) — місто у повіті Ясси в Румунії.
Місто розташоване на відстані 316 км на північ від Бухареста, 44 км на захід від Ясс.

## Населення
За даними перепису населення 2002 року у місті проживали 10 447 осіб.
Національний склад населення міста:
| Національність   | Кількість осіб | Відсоток |
| ---------------- | -------------- | -------- |
| румуни           | 10420          | 99,7%    |
| цигани           | 24             | 0,2%     |
| росіяни-липовани | 3              | < 0,1%   |

Рідною мовою назвали:
| Мова      | Кількість осіб | Відсоток |
| --------- | -------------- | -------- |
| румунська | 10428          | 99,8%    |
| циганська | 16             | 0,2%     |
| російська | 3              | < 0,1%   |

Склад населення міста за віросповіданням:
| Релігія       | Кількість осіб | Відсоток |
| ------------- | -------------- | -------- |
| православні   | 10045          | 96,2%    |
| старообрядці  | 124            | 1,2%     |
| п'ятдесятники | 41             | 0,4%     |
| адвентисти    | 18             | 0,2%     |
| бретрени      | 14             | 0,1%     |
| римо-католики | 8              | 0,1%     |
| баптисти      | 1              | < 0,1%   |

## Зовнішні посилання
- Дані про місто Тиргу-Фрумос на сайті Ghidul Primăriilor [Архівовано 12 червня 2009 у Wayback Machine.]